# توماس ن. هايبارد
توماس ن. هايبارد (بالإنجليزية: Thomas N. Hibbard)‏ هو رياضياتي وعالم حاسوب وبروفيسور أمريكي، ولد في 14 مارس 1929، وتوفي في 11 فبراير 2016 في سالتا في الأرجنتين.